# Sylvain Saudan
Sylvain Saudan (Lausana, 23 de septiembre de 1936 - Les Houches, Francia, 14 de julio de 2024) fue un esquiador extremo suizo, apodado «el esquiador de lo imposible». Se destacó por esquiar por montañas grandes y empinadas, incluidas las del Himalaya, América del Norte, Asia, África y Europa. En 1982, entró en el Libro Guinness de los récords por descender la pendiente más alta y empinada jamás esquiada.

## Biografía
Saudan se crio cerca del pueblo de Verbier en Valais, Suiza, donde ir a la escuela a esquiar durante el invierno era la norma. A principios de los años sesenta, Saudan se graduó como instructor de esquí y guía de alta montaña. En 1967, la fraternidad del esquí lo consideraba el maestro del esquí extremo, lo que le valió el nombre del esquiador de lo imposible.
En las montañas, la gente suele ser conocida por su primer ascenso a picos altos y difíciles, pero él es famoso por acumular 23 primeros descensos, que incluyen los 18 descensos más difíciles conocidos.
El mayor logro de Saudan se produjo en 1982, cuando, a los 46 años, descendió esquiando 8068 m del Gasherbrum I de Pakistán, o Pico Escondido, en el Himalaya. Fue, y posiblemente sigue siendo, el descenso de esquí de 50 grados más largo jamás realizado y probablemente el primer descenso completo de un ochomil. La hazaña le valió un lugar en el Libro Guinness de los récords por la pendiente más alta y empinada jamás esquiada. En 1972, dirigió Himalaya Heliski, con sede en Srinagar, que ofrecía viajes de heliesquí en la región de Cachemira. En 2007, a los 71 años, sobrevivió a un accidente de helicóptero en Cachemira.

### Técnica para esquiar
Para esquiar con seguridad en estas montañas, desarrolló una nueva técnica de «giro en salto» en pendientes muy pronunciadas. Los giros en salto normales habrían acelerado al esquiador y le habrían lanzado demasiado lejos montaña abajo, así que, utilizando bastones de esquí largos, Saudan giraba colocando un bastón cuesta abajo y, manteniendo el peso sobre ambos esquís e inclinándose hacia atrás sobre los talones, levantaba las puntas de los esquís y las giraba en arco hacia el giro. Estos giros, en los que giraba rítmicamente los esquís en arcos a izquierda y derecha, los bautizó como giros del limpiaparabrisas. Sus hazañas extremas requerían una preparación considerable, estudiando la montaña, la nieve y el terreno durante un largo periodo de tiempo.

### Vida posterior y muerte
Saudan fue un consumado guía de heliesquí, uno de los primeros guías europeos, junto con Hans Gmoser, en explotar los Bugaboos en la Columbia Británica en los años setenta, con nieve polvo hasta la cintura (a menudo 45 700 m verticales por semana o más). Más tarde desarrolló su propia línea de esquís adaptados al esquí en nieve polvo. Se trataba de esquís metálicos relativamente cortos y anchos, diseñados para girar con rapidez en nieve polvo, así como para cargarlos fácilmente fuera de los helicópteros. Más tarde se convirtió en conferenciante motivacional para ejecutivos de empresas, utilizando sus películas para demostrar el salto de valor que se necesita para conquistar nuevas cumbres y nuevos retos.
Falleció en los Alpes del Mont Blanc el 14 de julio de 2024, a los 87 años de edad.

## Cronología de logros
- 1967 – Realizó el primer descenso de la línea directa de 45 grados del Couloir Sans Nom en la cara del Rothorn.[2]
- 1967 – Esquía la cara norte del Piz Corvatsch cerca de St. Moritz, alrededor de 1000 metros de vertical a más de 45°.[2]
- 1967 – Su descenso con esquís por el Couloir Spencer de 55 grados en la Aiguille de Blaitière, macizo del Mont Blanc.[4]
- 1967 – Esquía el Couloir Whymper en la Aiguille Verte.[2]
- 1968 – Sube y luego vuelve a esquiar por el Couloir Gervasutti en la caída del Mont-Blanc du Tacul.[2]
- 1968 – Esquía el corredor Marienelli del Monte Rosa, Alpes Peninos.[2]
- 1969 – Esquía la cara noroeste de la Aiguille de Bionnassay del macizo del Mont Blanc.[2]
- 1970 – Esquía la cara oeste del Eiger, Alpes berneses.[5]
- 1970 – Esquía la cara sur de las Grandes Jorasses.[5]
- 1970 – Esquía el corredor de la Tournette en el lado suroeste del Mont-Blanc.[2]
- 1971 – Descendió la pendiente de 50 grados (55 en algunos lugares) del corredor en el lado noreste del Monte Hood de 3419 metros, Oregón, Estados Unidos.[2]
- 1972 – Ascendió, luego a -35 grados C, ascendió la cara suroeste del Denali (Monte McKinley), en la Cordillera de Alaska, pico más alto de América del Norte.[4]
- 1972 – Subió y luego volvió a esquiar al Kilimanjaro, la montaña más alta de África.
- 1976 – Escaló y luego volvió a bajar esquiando el pico Nun de 7.135 m en el Himalaya.[4]
- 1976 – Escaló y volvió a bajar esquiando otros picos en Nepal y el Karakoram.
- 1982 – Descendió esquiando 26 470 pies (8068,1 m) de Pakistán. -alto Gasherbrum I, o Pico Escondido, en el Himalaya.[3][2]
- 1986 – En su cumpleaños 50, descendió esquiando desde la cumbre del monte Fuji a 3.776 m, sin nieve, sobre un pedregal.[4]